# Penjoll de gos de Susa
El Penjoll de gos de Susa conegut també com Petit chien à bélière al Louvre,  és un penjoll d'or massís en forma de gos. El penjoll va ser trobat al jaciment de l'acròpolis de Susa i data del voltant de l'època de 3300 a. C. - 3100 a. C. L'anell unit a l'espatlla del gos és una de les primeres mostres de soldadura forta.

## Descripció
El penjoll és un objecte petit: només 1,5 cm de llargària. Es tracta d'un dels primers exemples d'orfebreria de finals del IV mil·lenni aC. Representa una síntesi de totes les tècniques metal·lúrgiques conegudes a la regió de Susa durant l'era d'Uruk. A més roporciona informació interessant sobre una de les dues races de gossos conegudes a la plana de Susa.
En aquesta època, les tècniques metal·lúrgiques utilitzaven un procés en què es fonia el mineral per extreure el metall i després aquest s'abocava en motlles, sovint a temperatures superiors als 800°C.
Entre les tècniques de fabricació es va utilitzar l'emmotllament a la cera perduda per a la major part del cos i l'estirament en calent de les orelles i la cua, amb material d'aportació per soldar l'argolla a l'esquena del gos.
La connexió de l'anell amb el cos principal no es pot realitzar amb una simple fusió, ja que hi ha el risc de fondre alguna d'ambdues parts, per la qual cosa és un dels primers exemples de l'ús de soldadura forta a la història, s'utilitza una barreja de coure i or com material d'aportació que té una temperatura de fusió més baixa, 889°C.
El gos no és representatiu dels elegants llebrers àrabs que es veuen als gots de ceràmica descoberts a les ciutats de Susa I, sinó que és una raça rústica domesticada que va ser adaptada per pasturar ovelles.

## Història
El penjoll va ser descobert gràcies a les troballes de R. de Mecquenem durant les excavacions de la ciutat de Susa el 1939.

Altres escultures d'aquest tipus:
- Escultura pertanyent a les col·leccions del Metropolitan Museum of Art.[6]